# Chapelle troglodyte de l'Écheneau
La chapelle troglodyte de l'Écheneau est situé à Vouvray. 

## Historique
L'église fait l’objet d’une inscription au titre des monuments historiques par arrêté du 7 novembre 1966.